# Iwan Leonidow
Iwan Ilicz Leonidow (ros. Иван Ильич Леонидов, ur. 22 lutego 1902 - 9 lutego starego stylu we Własych koło Tweru, zm. 6 listopada 1959 w Moskwie) – rosyjski architekt modernistyczny, malarz, scenograf i teoretyk architektury, jeden z twórców radzieckiego konstruktywizmu. Żaden z dużych projektów Leonidowa nie doczekał się realizacji, lecz jego prace miały duży wpływ na konstruktywizm a także współczesną architekturę (m.in. twórczość Rema Koolhaasa).

## Główne dzieła
- projekt Biblioteki im. Lenina w Moskwie, 1927
- projekt konkursowy Centrosojuzu w Moskwie, 1928
- projekt centrum społecznego, 1928
- projekt Domu Przemysłu, 1929–1930
- projekt miasta Magnitogorsk, 1930
- projekt gmachu Komisariatu Przemysłu Ciężkiego na placu Czerwonym w Moskwie, 1934
- projekt siedziby ONZ, przełom lat 40. i 50.